# Mount Irizar
Mount Irizar är ett berg i Antarktis. Det ligger i Sydshetlandsöarna. Argentina, Chile och Storbritannien gör anspråk på området. Toppen på Mount Irizar är 301 meter över havet, eller 100 meter över den omgivande terrängen. Bredden vid basen är 2,1 km.
Terrängen runt Mount Irizar är lite kuperad. Havet är nära Mount Irizar västerut. Trakten är glest befolkad. Närmaste befolkade plats är Gabriel de Castilla Spanish Antarctic Station, 2,9 kilometer norr om Irizar. 